# Vice-président de la république du Yémen
Le vice-président de la république du Yémen est le vice-chef de l'État du Yémen depuis la création de la fonction le 22 mai 1990. Il est le successeur constitutionnel du président de la République.

## Liste des vice-présidents de la République du Yémen
| Nº                                             | Portrait | Nom (naissance-décès)                                                                          | Début du mandat | Fin du mandat   | Parti politique           | Président de la République            | Notes et faits marquants |
| ---------------------------------------------- | -------- | ---------------------------------------------------------------------------------------------- | --------------- | --------------- | ------------------------- | ------------------------------------- | --- |
| —                                              |          | Ali Salem al-Beidh علي سالم البيض (né en 1939) Vice-président du Conseil présidentiel          | 22 mai 1990     | 6 mai 1994      | Parti socialiste yéménite | Ali Abdallah Saleh CGP (1990-2012)    | Originaire de l'ancien Yémen du Sud, il est nommé vice-président du Conseil présidentiel après l'unification du Yémen. En mai 1994, quitte son poste et fonde la République démocratique du Yémen dont il devient le président lors de la guerre civile de 1994.                                                                                                  |
| —                                              |          | Abdel Aziz Abdel Ghani عبد العزيز عبد الغني (1939-2011) Vice-président du Conseil présidentiel | 6 mai 1994      | 3 octobre 1994  | Congrès général du peuple | Ali Abdallah Saleh CGP (1990-2012)    | Nommé lors de la guerre civile yéménite de 1994. |
| 1                                              |          | Abdrabbo Mansour Hadi عبد ربه منصور هادي (né en 1945)                                          | 3 octobre 1994  | 25 février 2012 | Congrès général du peuple | Ali Abdallah Saleh CGP (1990-2012)    | Premier à porter officiellement le titre de vice-président, après la promulgation de la Constitution de 1994. Ministre de la Défense lors de la guerre civile de 1994. Assure l'intérim lors de la révolution yéménite, entre le 4 juin et le 23 septembre 2011 et du 23 novembre 2011 au 25 février 2012, date à laquelle il est élu président de la République. |
| Poste vacant (25 février 2012 - 13 avril 2015) |          |                                                                                                |                 |                 |                           |                                       | |
| 2                                              |          | Khaled Bahah خالد بحاح (né en 1965)                                                            | 13 avril 2015   | 3 avril 2016    | Indépendant               | Abdrabbo Mansour Hadi CGP (2012-2022) | Premier ministre,, il est nommé lors de la guerre civile de 2015. En exil en Arabie saoudite avec le président Abdrabbo Mansour Hadi. |
| 3                                              |          | Ali Mohsen al-Ahmar (né en 1945)                                                               | 4 avril 2016    | 7 avril 2022    | Congrès général du peuple | Abdrabbo Mansour Hadi CGP (2012-2022) | Également Vice-commandant des Forces armées yéménites à partir du 23 février 2016. |